# Llum d'agost
Llum d'agost (Light in August) és una novel·la de William Faulkner escrita en 1932 i ambientada, com altres obres del mateix autor, al Comtat de Yoknapatawpha. Existeixen diverses traduccions catalanes del llibre publicades per Edicions 62 i Edicions 1984. El títol fa referència a moments especials de l'any on tot pot alterar-se, un anhel de tots els personatges de l'obra.

## Argument
Lena Grove és una jove embarassada a qui el seu amant Lucas Burch ha abandonat i decideix partir a buscar-lo. Arriba a Jefferson, on ell s'ha instal·lat prèviament amb un nom fals i s'ha associat amb el Christmas, un mulat d'origen incert que trafica amb alcohol. La Lena troba casualment un company de feina del seu amant, en Byron Bunch, qui sent una immediata atracció per ella i vol ajudar-la. Per això recorre a l'antic reverend de la localitat. Mentrestant, un assassinat commociona els vilatans: Joanna Burden, descendent d'una família abolicionista del nord, apareix morta al seu casalot en flames. Com que en Lucas i el Christmas vivien a una cabana dins la seva propietat, són immediatament acusats del crim. Però el Christmas, qui mantenia una relació sexual amb la dona, desapareix i en Burch l'acusa, revelant el secret de la seva sang negra. Els agents de la llei comencen la persecució fins a Mottstown, on casualment viuen els avis del Christmas. Aquests segueixen la comitiva judicial un cop enxampen el fugitiu, el qual ha decidit no amagar-se més. La dona ajuda la Lena al moment del part, juntament amb el reverend, a qui en Byron Bunch mira de convèncer perquè intercedeixi pel Christmas. També força el Lucas a conèixer el seu fill i retrobar-se amb la seva amant, però el nou pare entra en pànic i s'escapa. Un oficial abat a trets el pres quan intentava fugir novament. El llibre acaba amb la Lena novament en camí a la cerca del seu home, aquest cop acompanyada del Byron Bunch.

## Temes
L'obra està ambientada a la mateixa època en la qual és escrita i la història dels Estats Units n'és un tema principal. Les Lleis Jim Crow en vigor mostren una societat dividida en races, on els negres són considerats inferiors, per això en Christmas sent vergonya dels seus orígens (malgrat no siguin evidents perquè té la pell clara) i diversos personatges reaccionen amb violència i menyspreu cap als seus veïns afroamericans. De fet ser negre es veu com un pecat, una falta que es transmet entre generacions Les conseqüències de la divisió nord-americana després de la Guerra Civil dels Estats Units, amb evocacions sobre el passat dels ancestres de diversos protagonistes i la seva posició sobre l'abolicionisme. El tractament del tema racial va ser llegit de diferents maneres a la seva època. Així, el règim nazi va aplaudir-lo al començament per acabar prohibint la lectura de Llum d'agost posteriorment. Apareix també la Llei Seca als Estats Units i el contraban que va propiciar.
El sexe és un dels temes que mou la novel·la, especialment l'oposició entre el sexe permès, dins del matrimoni cristià, i el desig o les relacions fora d'aquesta. Faulkner, però, no condemna explícitament el segon, ja que molts dels seus personatges són moralment ambigus. Així, Hightower, reverend que compleix amb la llei, no pot satisfer la seva dona, la qual se sucida, un acte justificat per la comunitat. Byron Bunch actua correctament impel·lit per l'atracció que li desperta la Lena i no sols intenta ajudar-la fins al moment del part sinó que es baralla amb el seu amant després que aquest l'abandoni per segon cop i l'acompanya en el viatge final malgrat que ella el refusi una nit. La relació entre en Christmas i la senyora Burden és totalment clandestina, perquè trenca tots els tabús de l'època: presenta una parella no casada amb barreja de races i on ella pren un paper dominant al llit. L'assassinat de la dona, mai aclarit realment, deixa la lectura moral d'aquesta relació oberta. La iniciació amorosa d'en Christmas, amb una prostituta, marca les seves relacions posteriors amb les dones, amb alguna violació inclosa i provoca que acabi assassinant el seu padrastre quan aquest munta una escena en descobrir-ho.
El context social és summament violent. El maltractament físic afecta el Christmas (castigat a fuetades pel seu pare adoptiu amb molta freqüència), la seva àvia (a qui el marit pega després d'endur-se el nadó de la vergonya) i la seva mare adoptiva, que vol mimar-lo però no gosa per por del seu marit. Palesen igualment la violència física el tracte de la policia i les constants amenaces cap als negres per part dels blancs. Es mostra també una forta violència psicològica, en forma de repressió sobre la dona, del racisme omnipresent i el fanatisme religiós de la comunitat. Aquesta violència marca l'esdevenir de tots els personatges i impedeix la seva felicitat, segueixin o no els dictats socials i pertanyin o no als sectors privilegiats (blancs). La mort del Christmas, castrat i amb múltiples trets, o de la Joanna, assassinada enmig de la seva casa en flames, són l'únic final possible de les biografies tràgiques dels protagonistes.
El determinisme social que intenta imposar la comunitat constitueix l'origen d'aquesta violència. La Joanna mai no és acceptada pel passat "ianqui" de la seva família, tot i fer dècades que resideix a Jefferson. Tampoc se li perdona que defensi els drets dels negres i per això viu sola i apartada en un casalot, ja que les seves cartes per demanar escoles per a negres constitueixen a ulls dels seus veïns una ofensa a aquest determinisme. La figura del Christmas està constituïda a partir d'aquestes premisses de pertinença grupal: tot i que la seva sang mestissa mai no és absolutament segura, provoca que l'avi el doni en adopció, que el rebutgin diverses parelles i que acabi mort de manera cruel. Ell sent un menyspreu absolut pels negres (de qui destaca la pudor i l'estupidesa) mentre no acaba de sentir-se mai integrat entre els blancs, per això sempre acaba confessant els seus dubtes sobre la seva sang barrejada quan no faria falta perquè la seva pell clara el protegeix a simple vista. Pel mateix motiu acaba sortint a la llum quan és un fugitiu, tot i haver provat que pot despistar els seus perseguidors. El determinisme de classe apareix mostrant la pobresa dels protagonistes (en plena Gran Depressió), els quals malviuen i no poden millorar la seva posició, amb constants al·lusions del narrador a roba gastada i hores de feina excessives. L'intent del Lucas de sortir-se'n per mitjans il·legals es frustra justament quan es vanta de la seva riquesa i el posa al centre de les sospites. Per acabar el determinisme de gènere afecta la posició de les dones, que sempre depenen de la protecció i reconeixement de pares i marits. La Lena, que desafia el destí i busca el seu amant per casar-s'hi, inspira pena arreu justament perquè es percep l'absurd de la seva empresa i per haver-se deixat deshonrar en tenir relacions sexuals abans del matrimoni, fet que la condemna. El determinisme s'estén diverses generacions més enllà, com prova la presència de les vides de tres avis diferents com a explicació del destí dels nets.
Els valors tradicionals no actuen com a antídot contra la violència. La religió es presenta com buida i proselitista, amb predicadors exaltats, misses conflictives i un reverend que ja no prega. Tres personatges sermonegen a les esglésies: el reverend al seu passat, l'avi del Christmas en la seva prèdica contra els negres i la participació del Byron Bunch en la vida parroquial i l seva cerca de la santedat (que confon amb la dependència que sent cap al reverend). Els pare adoptiu és un maltractador que usa la fe per imposar correctius molt rigorosos. I és que la família no és el refugi de seguretat que s'espera d'ella, sinó la font dels traumes i problemes dels personatges, des de la culpa heretada per les accions dels avantpassats fins a l'ambient resclosit i violent de dins les cases. En Christmas no coneix el seu pare ni la seva sang, que sospita impura, igual que el nadó de la Lena neix ja condemnat per bastard. Les dones no exerceixen un paper protector de les criatures, especialment en el cas del Christmas: la mainadera de l'orfenat el fa expulsar quan creu que ell l'ha enxampat en una relació sexual no permesa, l'àvia no ha pogut impedir que se l'emportessin mentre la mare moria de part i la mare adoptiva no reïx en els seus intents de vincular amb el nen, el qual desconfia de les seves maniobres perquè veu intents ocults de ferir-lo fent-lo feble.

## Estil
Es pot enquadrar Llum d'agost dins la literatura gòtica, concretament al gènere del gòtic sureny, però el seu estil d'escriptura pertany al modernisme anglosaxó. En efecte, faulkner barreja el narrador omniscient amb monòlegs interiors i llargs parlaments que fan avançar la història quan un personatge explica als altres allò que s'ha esdevingut (els conductors que porten la Lena en diferents etapes, els veïns curiosos pel crim, les converses nocturnes a casa del reverend). Els punts de vista diversos es combinen amb salts constants en el temps per explicar el passat que determina el present de cada biografia o per presentar els dubtes íntims que els turmenten. L'estructura de la història és circular, ja que Lena comença i acaba la novel·la buscant en Lucas, un símbol que res no canvia en una societat tan determinista, fins i tot després que el lector hagi assistit als nombrosos girs de la història i als buits informatius i versions que provoquen l'alternança de punts de vista i narradors.
Faulkner utilitza nombrosos símbols en la seva prosa. Les imatges clàssiques del cristianisme (amb el bé degollat per un Christmas adolescent) o la gran creu de la vila, alternen amb els carrers sense fi que recorren la Lena i el Christmas mentre cerquen la seva identitat: ella buscant un futur de dona casada tot i que el seu amant l'abandoni dues vegades i ella conegui perfectament com és i en el cas del Christmas vagant entre pobles mentre confirma i amaga al mateix temps l'origen mests que l'avergonyeix. El Lucas fuig en tren, sempre en marxa, i en Byron Bunch se suma al camí de la seva estimada. Només la mort pot acabar amb la peregrinació dels personatges, fins i tot d'aquells que físicament estan quiets però al marge del camí (com la Joanna o el reverend vivint sols a les seves cases).
Els noms dels personatges i els seus canvis tenen una gran importància. Per exemple, Lucas s'amaga sota una identitat falsa quan abandona la Lena. En Joe Christmas porta un cognom estrany, d'orfe i de negre, que despista els conciutadans perquè no el poden veure d'una altra raça pel color clar de la seva pell. Ell decideix no obstant mantenir-lo i refusar el cognom adoptiu, totalment blanc, després de matar el seu padrastre fart dels abusos patits. El reverend s'anomena irònicament Hightower, quan ha caigut en desgràcia. El fill de la Lena neix bastard i no pot aspirar a un cognom legítim perquè el seu pare no vol reconèixer-lo. La Joanna Burden explica que el seu pare va canviar-se el cognom com a part del procés de rebel·lia que la va portar a ella a ser una activista a favor dels negres en un context complicat (burden significa "càrrega" en anglès). Les associacions fonètiques dels noms i cognoms tracen també les relacions entre ells. El Lucas adopta el nom de Joe quan arriba a Jefferson i s'associa amb un altre Joe, en Christmas, però és que alhora el seu cognom inventat, Brown, comença com el del Bunch, el seu rival per la Lena. D'aquesta manera Joe Brown esdevé antagonista dels dos homes en diferents camps.
Els personatges usen registres diversos i apareixen neologismes i dialectalismes en la veu narrativa. Contrasten per exemples les frases estàndard i llargues de Hightower amb les oracions directes i les incorreccions de la Lena, fruit de la seva visió simplista del món i de la seva classe social. Els negres mostren els trets típics del dialecte afroamericà sureny i els diàlegs estan plens d'elisions i paraules familiars. El narrador omniscient empra nombroses metàfores i aclariments per dibuixar l'atmosfera opressiva o les dificultats de trobar el propi camí, especialment en els moments de flaixbacs cap a la infantesa.